# 唄え!裸舞ソング ふれてGコード
『唄え!裸舞ソング ふれてGコード』（うたえ ラブソング ふれてジーコード）は2021年6月18日より公開の日本映画。成人映画として公開された。

## 概要
『OP PICTURES』新人監督発掘プロジェクト2019審査員特別賞作であり、角屋拓海のピンク映画デビュー作。2021年5月7日公開予定だったが、新型コロナウイルス感染拡大による東京都の緊急事態宣言発令により6月18日公開に延期された。
ストリップ劇場を舞台にしており、実際にストリッパーとしても活動歴のある女優・川上奈々美が主演に起用された。劇中に登場する楽曲は監督である角屋拓海の作詞作曲。
映画ライター・切通理作は本作は大人の世界へのいざないを描きつつも、「クライマックスの即興ライブシーンはサクセスストーリーでもなく、挫折物語でもなく、一瞬一瞬の尊さを無駄にしたくないという青春映画の結実」と論評している。

## ストーリー
売れなストリートミュージシャンの妻引寛は高校時代の恋を引き釣り、彼女への未練から妄想の延長線のような曲しか書けなかった。ある日、レコード会社の男に音源を持ち込むが、プロとして通用しないと酷評され、人生経験の薄さも指摘される。きれいごとだけでない世界を教えようと、妻引はその男からミュージック劇場を誘われる。ミュージック劇場という単語の響と異なり、行くとそこは老舗のストリップ劇場であり、そこに出演しているのはなんと高校時代の恋人・望美だった。
驚きを隠せない妻引はその日の夜・望美と公園で落ち合い「こんな仕事はしてほしくなかった」という心情を吐露する。望美はこの言葉を受け止めつつ、部屋飲みを誘う。さらに体をゆだねてくる望美。しかし妻引は勃たず夜を完投できなかった。
そのことを聞いたレコード会社の男は性愛に効く音楽を奏でるミュージシャンを紹介する。

## キャスト
外村望美
演 - 川上奈々美
妻引の初恋の人。現在はストリッパー。
妻引寛
演 - 長岩健人
売れないミュージシャン
前妻
演 - 宝田もなみ
八峯響の前妻。
相談者
演 - 星仲ここみ
レコード会社の男
演 - 桑野晃輔
秘書
演 - 小野寺ずる
間男
演 - 折笠慎也
ライブハウス店長
演 - 松居大悟（友情出演）
ストリップ劇場の館長
演 - 松浦祐也
八峯響
演 - 榊英雄
世界一のラブソングを歌うと噂の男。バーに住んでおり、宗教めいた人生相談会を行っている。
ストリップ劇場のスタッフ
演 - 増田朋弥
その他キャスト
演 - 村上玲
演 - ウエスギみらい
演 - 森亜沙奈
演 - 藤本海咲

## スタッフ
- 監督・脚本：角屋拓海
- 撮影：星潤哉
- 照明：平野礼
- 編集：入澤大志郎
- 助監督：堀田彩未
- スチール：斎藤弥里
- 音楽：福永健人
- 録音：伊豆田廉明
- 美術：安藤秀敏
- 衣裳：若槻萌美
- ニット製作：佐野貢士、梶井良晃
- ヘアメイク：タカダヒカル
- ステディカムオペレーター：髙瀬勇太(SOG)
- ロケ地協力：大和ミュージック劇場、ウェッジウッドクラブ、Rinky Dink Studio
- 仕上げ：東映ラボ・テック
- 製作：Heard Day’s Night
- 配給・提供：オーピー映画